# Awaous tajasica
Awaous tajasica är en fiskart som först beskrevs av Lichtenstein 1822.  Awaous tajasica ingår i släktet Awaous och familjen smörbultsfiskar. Inga underarter finns listade.